# LV-4036
La LV-4036 és una carretera gestionada per la Generalitat de Catalunya i la Diputació de Lleida.
La LV-4036 és una carretera antigament anomenada veïnal, actualment gestionada per la Generalitat de Catalunya. La L'' correspon a la demarcació provincial de Lleida, i la V a la seva antiga consideració de veïnal.

## Recorregut
És una carretera de la Xarxa Local de Catalunya que transcorre íntegrament per la comarca de La Cerdanya, té l'origen a Martinet, a la N-260 i acaba al municipi de Lles de Cerdanya. Un cop acaba la LV-4036 pots continuar per la Carretera d'Arànser que duu, fins al terme d'Arànser.
Al terme de Lles també pots continuar cap a l'Estació d'Esquí de Lles de Cerdanya.